# 廣江譲
廣江 譲（ひろえ ゆずる、1952年〈昭和27年〉9月7日 - ）は、日本の実業家。関西電力元副社長。

## 略歴
1975年〈昭和50年〉3月 大阪大学経済学部卒業、同年4月関西電力入社。1992年関西文化学術研究都市推進機構出向、1994年収企画室調査グループ課長、経理室財務課長、企画室副部長、企画室原価グループチーフマネジャー、支配人企画室長、品質・安全監査室長などを経て、2006年執行役員企画室長、2007年取締役、電気事業連合会理事・事務局長、2013年代表取締役副社長執行役員
2014年6月執行役員、電気事業連合会副会長、同年7月原子力発電環境整備機構理事（非常勤）。2019年関電プラント取締役会長、2023年退任。